# Casier (Italie)
Pour les articles homonymes, voir Casier.
Casier est une commune de la province de Trévise dans la région Vénétie en Italie.

## Administration
| Période                                  | Période | Identité | Étiquette | Qualité |
| ---------------------------------------- | ------- | -------- | --------- | ------- |
|                                          |         |          |           |         |
| Les données manquantes sont à compléter. |         |          |           |         |

### Hameaux
Dosson di Casier

### Communes limitrophes
Casale sul Sile, Preganziol, Silea, Trévise

### Jumelages
- Eaunes (France)